# Петерсвалд-Лефелшајд
Петерсвалд-Лефелшајд (њем. Peterswald-Löffelscheid) општина је у њемачкој савезној држави Рајна-Палатинат. Једно је од 92 општинска средишта округа Кохем-Цел. Према процјени из 2010. у општини је живјело 800 становника. Посједује регионалну шифру (AGS) 7135071.

## Географски и демографски подаци
Петерсвалд-Лефелшајд се налази у савезној држави Рајна-Палатинат у округу Кохем-Цел. Општина се налази на надморској висини од 450 метара. Површина општине износи 15,3 km². У самом мјесту је, према процјени из 2010. године, живјело 800 становника. Просјечна густина становништва износи 52 становника/km².